# وولوتشیتسه (ناحیه ییهلاوا)
وولوتشیتسه (به چکی: Volevčice) یک منطقهٔ مسکونی در جمهوری چک است که در ناحیه ییهلاوا واقع شده‌است. وولوتشیتسه ۳٫۳۱ کیلومتر مربع مساحت و ۴۵ نفر جمعیت دارد و ۵۴۱ متر بالاتر از سطح دریا واقع شده‌است.